# بودهي

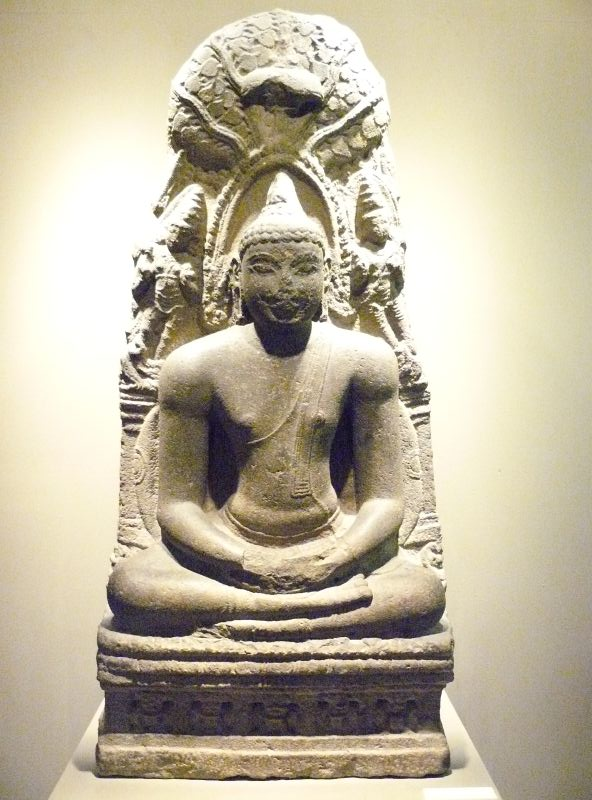
صورة تمثل بوذا

بودهي هي كلمة من اللغة السنسكريتية (बोधि) يكثر ترجمتها على أنها «الاستنارة» أو «المعرفة»، وهي مشابهة لكلمة «بوذا» والتي تعني «الشخص المستنير».

## تكون المفهوم
في بدايات البوذية حملت كلمة بودهي معنا موازيا لمفهوم النيرفانا مستخدما بعض الظواهر لوصف التجربة والتي تتبنى مفاهيم مثل راغا (الجشع)، دوسا (الكره)، موها (الهذيان). وفي مدارس لاحقا من ماهايانا البوذية، فقد تراجعت قيمة النيرفانا بحيث أصبح تعريف النيرفانا يشير فقط إلى اختفاء الجشع والكره، بينما يشير إلى بقاء الهذيان حتى في من وصل إلى النيرفانا، وأن ذلك الشخص من الواجب عليه الوصول إلى مرتبة بودهي للتخلص من الهذيان.